# Pertite
La Pertite è uno stabilimento militare piacentino oggi in disuso. L'ex polveriera ha un'estensione di 270 000 metri quadrati, ed è inglobata nell'attuale tessuto urbano, a circa 600 metri dalle mura rinascimentali. Lo stabilimento è tristemente famoso poiché l'8 agosto 1940 fu teatro di due violentissime esplosioni (la prima delle quali alle 14:42) che causarono 47 morti e 500 feriti.
La cronaca dell'epoca non riuscì a far chiarezza su quanto avvenne, e ancora oggi non sappiamo se si trattò di un incidente o di un attentato ai danni di un Paese che si affacciava alla guerra.

## Il Parco
Una delibera comunale del 19 febbraio 2009 aprì di fatto la strada alla conversione dell'area militare ad area edificabile.
Pochi mesi dopo (il 21 maggio 2009) nacque un comitato di cittadini che promuove l'idea di trasformare l'ex polveriera in un parco, riscuotendo un notevole consenso, oltre 12 000 firme, tra le quali spiccano quelle dell'attivista indiana Vandana Shiva, dei cantautori Eugenio Finardi e Franco Battiato e della campionessa del mondo di ciclismo Giorgia Bronzini.
Nonostante le diverse iniziative, tra cui spicca "l'abbraccio" del 5 giugno 2010 in cui ottomila persone circondarono l'area tenendosi per mano in un abbraccio collettivo a sostegno del parco, il futuro dell'area militare rimane ad oggi incerto.